# Hofanlage Menkens
Die Hofanlage Menkens in Ganderkesee-Schönemoor/Altengraben, Zum Altengraben 20, 8,5 Kilometer nördlich vom Ortskern, wurde im 19. Jahrhundert gebaut.
Die Gebäude stehen unter Denkmalschutz (siehe auch Liste der Baudenkmale in Ganderkesee).

## Geschichte
Die Hofanlage besteht aus:
- dem eingeschossigen Wohn- und Wirtschaftsgebäude von 1835 (Inschrift) als Zweiständerhallenhaus in Fachwerk mit Steinausfachungen, erhaltenem Innengerüst und mit teils reetgecktem (Wirtschaftsteil) Krüppelwalmdach mit Uhlenloch sowie erneuertem und verlängerten Wohnteil in Backstein,
- der verbretterten Scheune von um die Mitte oder aus der 2. Hälfte des 19. Jhs. in Holzkonstruktion mit Querdurchfahrt und Walmdach und
- dem Gartengrundstück mit markantem alten Baumbestand sowie Buchenhecke zur Straße.

Das Niedersächsische Landesamt für Denkmalpflege befand: „… geschichtliche Bedeutung … als beispielhafte Hofanlage des 19. Jhs. ….“